# Union nationale interprofessionnelle des plantes riches en protéines
 (janvier 2012).
L'UNIP ou Union nationale interprofessionnelle des plantes riches en protéines, de 1976 à 2015, est l'organisation interprofessionnelle des protéagineux, à savoir le pois, la féverole et le lupin. Son but était de promouvoir ces cultures en apportant des informations techniques et économiques sur la conduite des cultures et l'utilisation des graines en alimentation animale et humaine. 

## Historique
À la suite de l’embargo américain sur le soja de 1973, un plan protéines est établi par les pouvoirs publics en concertation avec les professionnels, pour réduire la dépendance aux importations de l'Europe.
En juin 1976, l’UNIP est créée pour accompagner la mise en œuvre de ce plan. Mise en place à l'initiative des professionnels de la filière, elle est reconnue comme organisation interprofessionnelle par les pouvoirs publics.
En 1983, l’UNIP crée avec l'Organisation nationale interprofessionnelle des graines et fruits oléagineux (ONIDOL) le groupe agro-industriel Sofiprotéol, connu aujourd'hui sous le nom du groupe Avril.
En 2007, l'UNIP est reconnue comme institut technique qualifié.
En 2015, l'UNIP se rapproche de l'organisation interprofessionnelle des oléagineux:
- sa partie dédiée à l'interprofession fusionne avec l'ONIDOL, pour former Terres Univia
- sa partie technique fusionne avec le CETIOM pour former Terres Inovia.

## Missions
L'UNIP a pour rôle de promouvoir les cultures riches en protéines. Elle mène trois types d'activités : des actions techniques, des études économiques et de suivi de marché, des actions de communication et de promotion. 

## Organisation
Elle perçoit, en 2010, des contributions volontaires obligatoires auprès des professionnels du secteur à hauteur de 2 003 000 euros.